# Yang'asha de Guizhou
Yang'asha de Guizhou est une statue de 66 mètres de haut d'un Yang'asha, légendaire déesse de la beauté des Miao debout qui se trouve à Jianhe en Chine. La construction de la statue a été finie en 2017.  Elle repose sur une base de 22 mètres de haut, conduisant à une hauteur totale de 88 mètres du monument. Elle est en 2019 la vingt-deuxième plus grande statue au monde.[réf. nécessaire]